# Phytomyza inulicola
Phytomyza inulicola este o specie de muște din genul Phytomyza, familia Agromyzidae, descrisă de Erich Martin Hering în anul 1937.
Este endemică în Germania. Conform Catalogue of Life specia Phytomyza inulicola nu are subspecii cunoscute.